# Weilerbach (Bollendorf)
Weilerbach ist ein Weiler der Ortsgemeinde Bollendorf im Eifelkreis Bitburg-Prüm in Rheinland-Pfalz.

## Geographische Lage
Weilerbach liegt rund 4,5 km südöstlich des Hauptortes Bollendorf in einem schmalen Tal unmittelbar an der Grenze zu Luxemburg. Der Weiler ist ausschließlich von bewaldeten Hängen umgeben. Direkt westlich des Weilers fließt die Sauer, welche die Staatsgrenze bildet, östlich der Ansiedlung fließt der namensgebende Weilerbach. Auf luxemburgischer Seite befindet sich unmittelbar der gleichnamige Ort Weilerbach.

## Geschichte
Aufgrund mehrerer archäologischer Funde im Bereich Weilerbach ist von einer frühen Besiedelung der Gemarkung auszugehen. Auch die wirtschaftlich günstige Lage direkt an der Sauer machte den Standort interessant.

### Römische Nekropole
Wenig östlich des Weilers wurden beim Bau eines Eisenwerks im Jahre 1777 mehrere römische Gräber mit Beigaben entdeckt. Auch in der Nähe des heutigen Dianadenkmals fand man 1898 mehrere Aschenkisten. Heute geht man bei den Funden von einer größeren römischen Nekropole aus.

### Richtstätte
Unmittelbar südöstlich von Weilerbach ist in einer historischen Karte von 1777 eine Richtstätte verzeichnet. Genauere Angaben hierzu liegen nicht vor.

### Eisenverhüttung
In Weilerbach wurde im 16. Jahrhundert ein Eisenwerk gegründet. Der erste Hochofen wurde im Jahre 1779 durch einen Echternacher Abt errichtet. Ferner gab es einen kleinen Hafen an der Sauer, der für die Entladung von Eisenerz genutzt wurde.

## Kultur und Sehenswürdigkeiten

### Schloss Weilerbach
Das Schloss wurde in den Jahren 1777 bis 1780 errichtet und befindet sich südöstlich von Weilerbach. Ursprünglich diente es als Verwaltungssitz des Eisenwerks. Nach dem Zweiten Weltkrieg wurde die Anlage wiederaufgebaut und jüngst restauriert. Zum Schloss gehört zudem ein großer Barockgarten mit Pavillon und Brunnenhaus. Im Zuge der Sanierung des Schlosses wurden auch die Ruinen der Eisenhütte gesichert und instand gesetzt. Neueste Attraktion ist ein Museumscafé, in dem auch Produkte des ehemaligen Eisenwerks ausgestellt sind.
Siehe auch: Liste der Kulturdenkmäler in Bollendorf

### Naherholung
In Weilerbach beginnt der deutsch-luxemburgische Fischerei- und Gewässerlehrpfad. Auf diversen Informationstafeln beidseitig der Sauer werden wichtige Infos zum Fluss sowie der Flora und Fauna der Region erläutert. Der Wanderweg hat eine Länge von rund 2,5 km. Die Infotafeln sind mehrsprachig.
Durch Weilerbach verläuft zudem der Wanderweg 57 des Naturpark Südeifel von Bollendorf nach Weilerbach. Die Route hat eine Länge von rund 5,8 km. Highlights am Weg sind das Schloss Weilerbach mit der Eisenhütte, das Diana-Denkmal, die Felsenlandschaft, die gallo-römischen Kiesgräber und eine Niederburg.

Bildergalerie
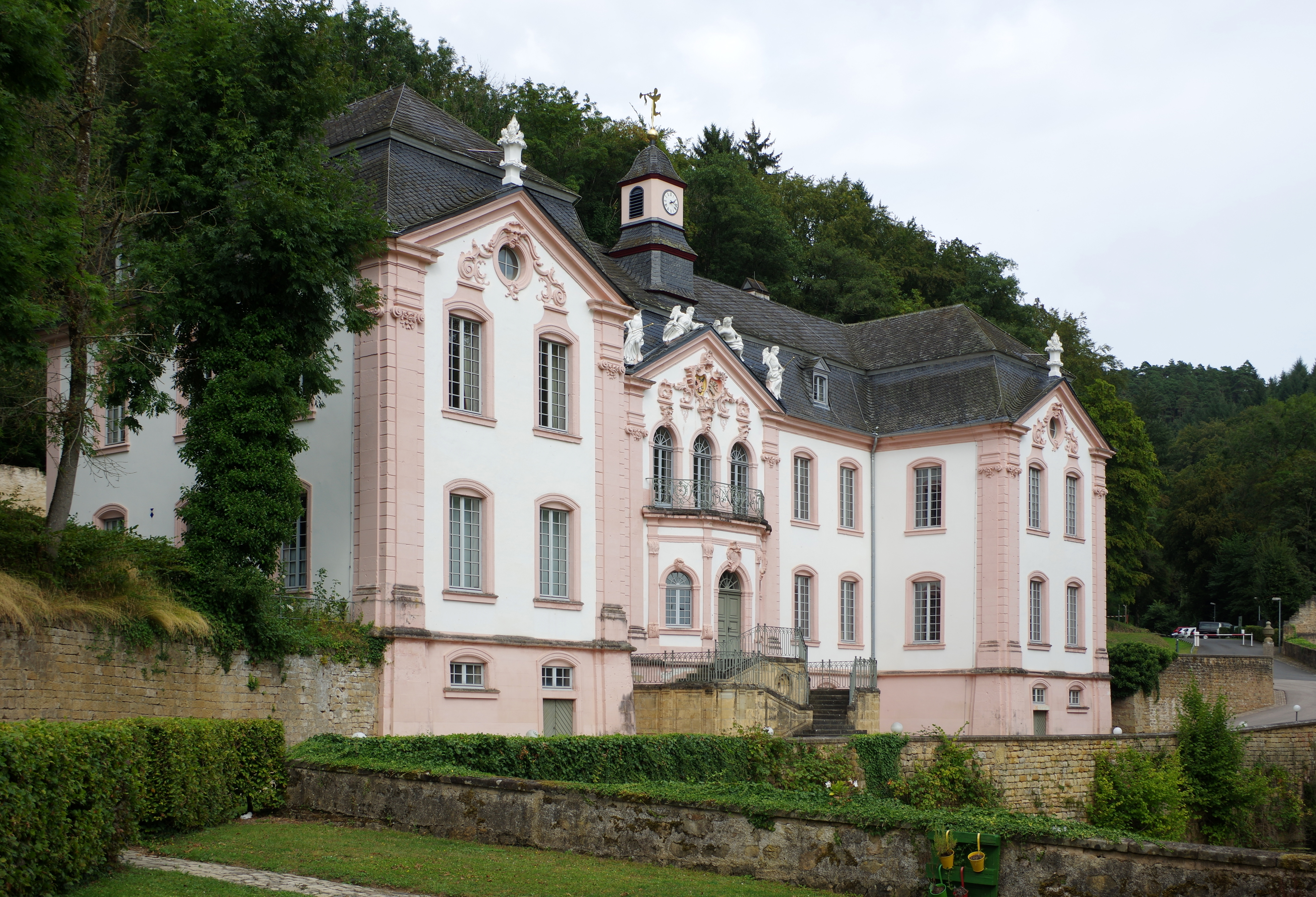
Schloss Weilerbach
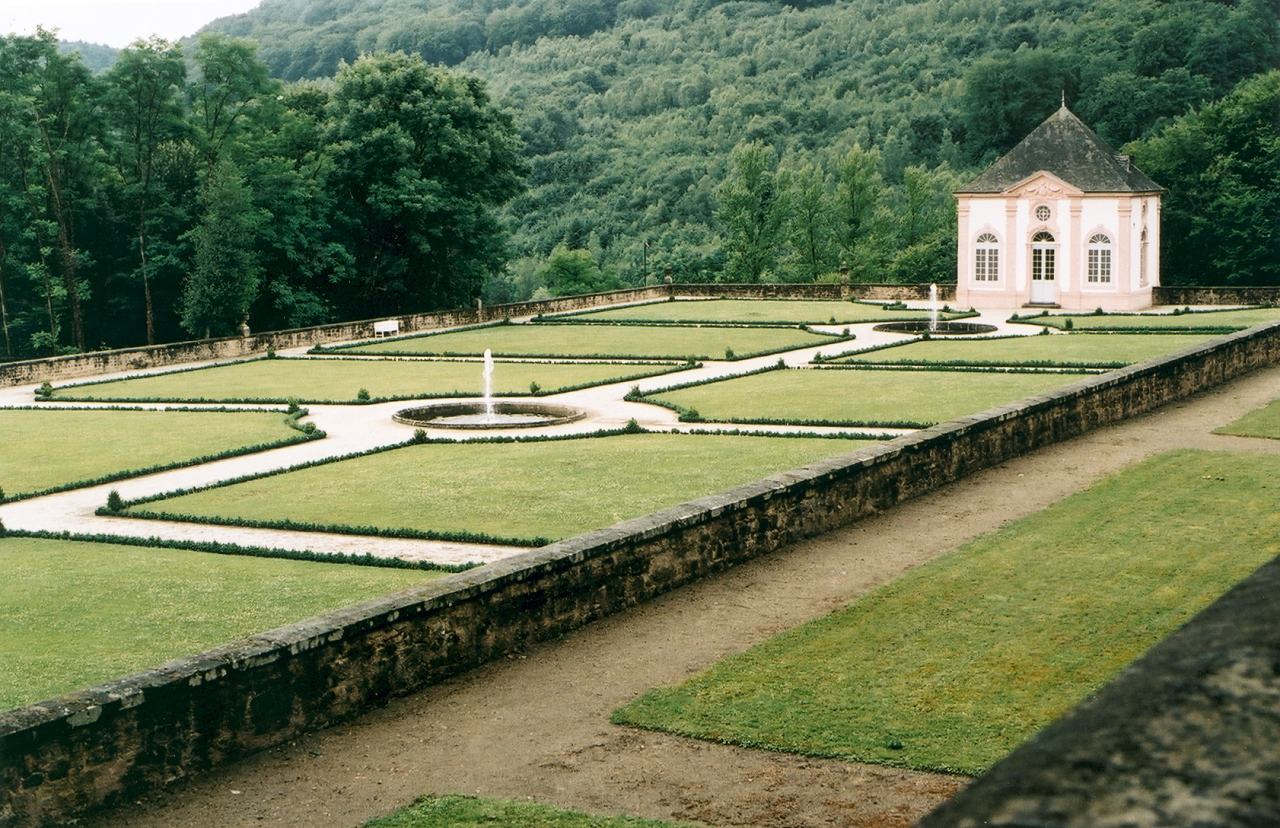
Barocker Schlossgarten
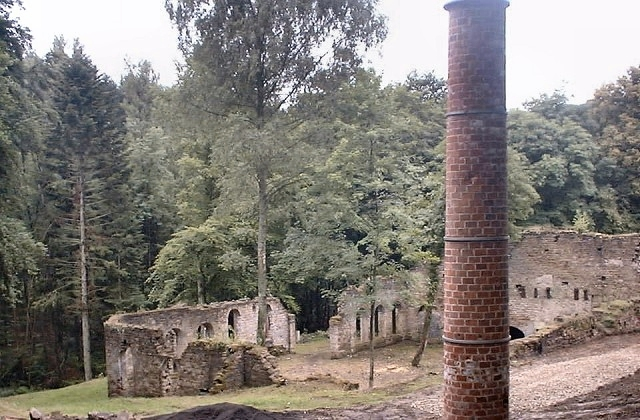
Ruinen des Eisenwerks
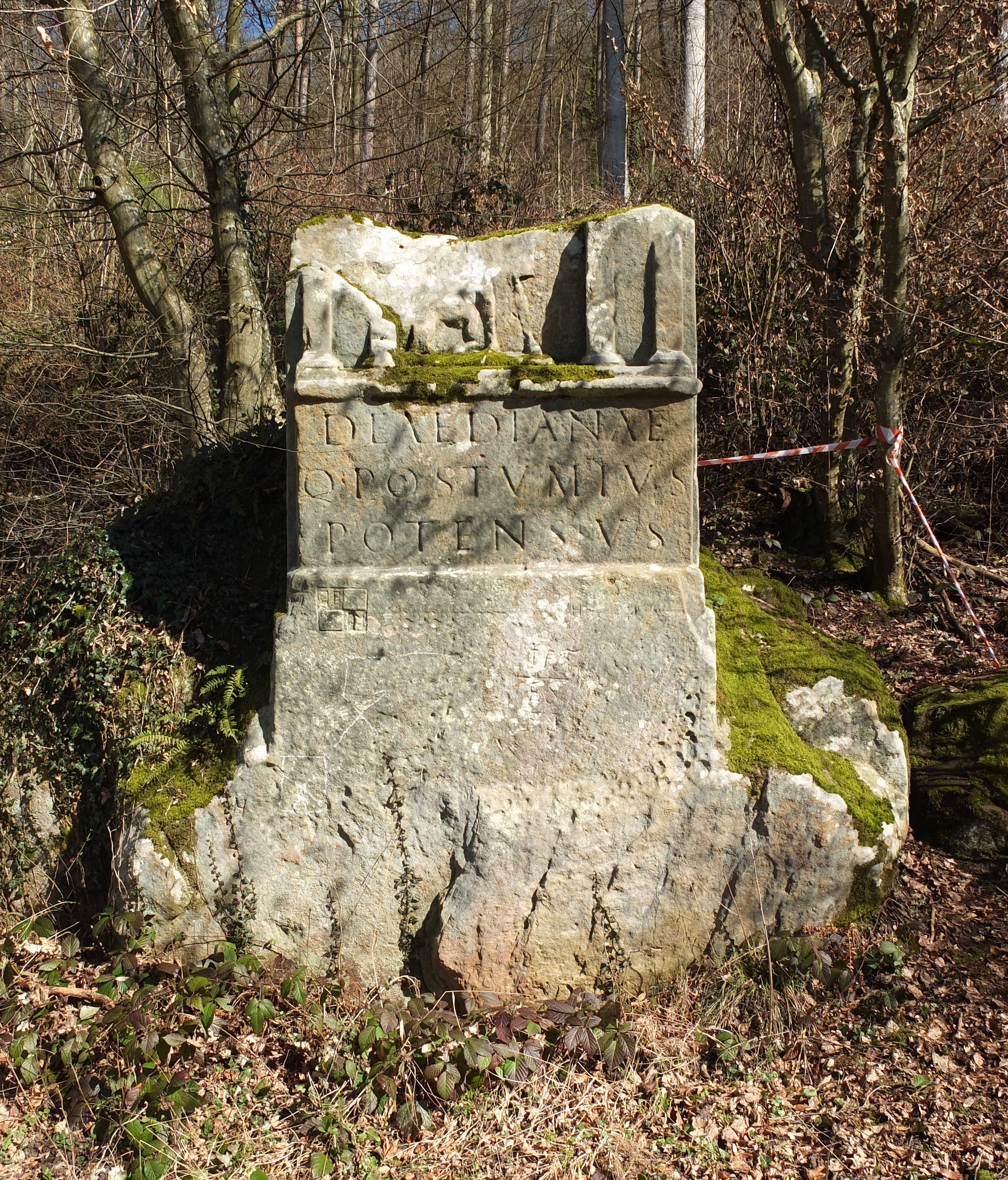
Diana-Denkmal am W57

## Wirtschaft und Infrastruktur

### Unternehmen
In Weilerbach wird das bereits genannte Museumscafé betrieben.

### Verkehr
Es existiert eine regelmäßige Busverbindung.
Weilerbach ist durch die Landesstraße 1 von Echternacherbrück in Richtung Bollendorf erschlossen.